# Lei antissecessão
A Lei Antissecessão (chinês tradicional: 反分裂國家法, chinês simplificado: 反分裂国家法, pinyin: Fǎn-Fēnliè Guójiā Fǎ) é uma lei da República Popular da China, aprovada pela terceira conferência do 10º Congresso Nacional do Povo. Foi ratificada em 14 de março de 2005 e entrou em vigor imediatamente. O presidente Hu Jintao promulgou a lei com Decreto Presidencial n.º 34, na qual se afirma que a República Popular da China não reconhece Taiwan como um Estado independente e define a atitude da China popular contra uma possível declaração de independência por Taiwan. Foi aprovada com 2 896 votos a favor e 2 abstenções.
Embora a lei, em dez artigos, seja relativamente curta, foi recebida com muita controvérsia porque formalizou uma política de longa data da República Popular da China de usar "meios não pacíficos" contra o "movimento de independência de Taiwan", no caso de uma declaração de independência.